# Rüdiger Helm
Rüdiger Helm (Nuevo Brandeburgo, RDA, 6 de octubre de 1956) es un deportista de la RDA que compitió en piragüismo en la modalidad de aguas tranquilas.
Participó en dos Juegos Olímpicos de Verano en los años 1976 y 1980 obteniendo un total de seis medallas, tres de oro y tres de bronce. Ganó diecinueve medallas en el Campeonato Mundial de Piragüismo entre los años 1974 y 1983.

## Palmarés internacional
| Juegos Olímpicos   | Juegos Olímpicos          | Juegos Olímpicos  | Juegos Olímpicos |
| Año                | Lugar                     | Medalla           | Competición      |
| ------------------ | ------------------------- | ----------------- | ---------------- |
| 1976               | Montreal (Canadá)         | Medalla de bronce | K1 500 m         |
| 1976               | Montreal (Canadá)         | Medalla de oro    | K1 1000 m        |
| 1976               | Montreal (Canadá)         | Medalla de bronce | K4 1000 m        |
| 1980               | Moscú (URSS)              | Medalla de oro    | K1 1000 m        |
| 1980               | Moscú (URSS)              | Medalla de bronce | K2 500 m         |
| 1980               | Moscú (URSS)              | Medalla de oro    | K4 1000 m        |
| Campeonato Mundial |                           |                   |                  |
| Año                | Lugar                     | Medalla           | Competición      |
| 1974               | Ciudad de México (México) | Medalla de bronce | K2 1000 m        |
| 1975               | Belgrado (Yugoslavia)     | Medalla de bronce | K1 1000 m        |
| 1975               | Belgrado (Yugoslavia)     | Medalla de plata  | K4 1000 m        |
| 1977               | Sofía (Bulgaria)          | Medalla de plata  | K1 1000 m        |
| 1978               | Belgrado (Yugoslavia)     | Medalla de oro    | K1 1000 m        |
| 1978               | Belgrado (Yugoslavia)     | Medalla de oro    | K2 500 m         |
| 1978               | Belgrado (Yugoslavia)     | Medalla de oro    | K4 1000 m        |
| 1979               | Duisburgo (RFA)           | Medalla de oro    | K1 1000 m        |
| 1979               | Duisburgo (RFA)           | Medalla de plata  | K2 500 m         |
| 1979               | Duisburgo (RFA)           | Medalla de oro    | K4 1000 m        |
| 1981               | Nottingham (Reino Unido)  | Medalla de oro    | K1 1000 m        |
| 1981               | Nottingham (Reino Unido)  | Medalla de bronce | K4 500 m         |
| 1981               | Nottingham (Reino Unido)  | Medalla de oro    | K4 1000 m        |
| 1982               | Belgrado (Yugoslavia)     | Medalla de oro    | K1 1000 m        |
| 1982               | Belgrado (Yugoslavia)     | Medalla de plata  | K4 500 m         |
| 1982               | Belgrado (Yugoslavia)     | Medalla de plata  | K4 1000 m        |
| 1983               | Tampere (Finlandia)       | Medalla de oro    | K1 1000 m        |
| 1983               | Tampere (Finlandia)       | Medalla de oro    | K4 500 m         |
| 1983               | Tampere (Finlandia)       | Medalla de plata  | K4 1000 m        |